# Sint-Janskerk (Sint-Jan-ter-Biezen)
De Sint-Janskerk (ook: Sint-Jan de Doperkerk) is de parochiekerk van het tot de West-Vlaamse gemeente Poperinge behorende dorp Sint-Jan-ter-Biezen, gelegen aan de Kapellestraat en gewijd aan Johannes de Doper.

## Geschiedenis
In de 16e eeuw stond hier al een kapel, welke in 1720, 1845 en 1855 werd verbouwd. In 1724 werd naast de kapel een kluis gebouwd, waarin Karel Grimminck tot zijn dood in 1728 als kluizenaar verbleef. Ook de Vlaamse priester-leraar en taalkundige Cyriel Moeyaert woonde in 'De oude kluis'.
Van 1893-1894 werd een kerkje gebouwd, dat in 1906 nog gerestaureerd werd. Dit kerkje werd in 1971 beschadigd door onweer en in 1972 hersteld.

## Gebouw
Het betreft een driebeukig bakstenen kerkje op rechthoekige plattegrond, in neogotische stijl. Het heeft een dakruiter en is voorzien van een gevelsteen met de tekst: Pieter kluizenaar mysticus Karel-Lodewijk Grimminck, leefde van 1724-1728 naast deze kapel in armoede en in boete. 12 nov. 1728.
Het middenschip wordt overwelfd door een houten tongewelf en de zijbeuken door een vlak plafond. Het meubilair heeft neogotische en neorenaissance kenmerken.
Ten westen van de kerk bevindt zich een kerkhof.